# Kreis Tiszavasvári
Der Kreis Tiszavasvári (ungarisch Tiszavasvári járás) ist ein Kreis im Westen des nordostungarischen Komitats Szabolcs-Szatmár-Bereg. Er grenzt komitatsintern im Osten an den Kreis Nyíregyháza. Im Süden bildet der Kreis Hajdúnánás vom Komitat Hajdú-Bihar die Grenze. Vom Komitat Borsod-Abaúj-Zemplén bilden im Norden und Nordwesten die Kreise Tokaj und Szerencs die Grenze, im Südwesten der Kreis Tiszaújváros.

## Geschichte
Der Kreis ging im Zuge der ungarischen Verwaltungsreform Anfang 2013 mit 6 der 10 Gemeinden seines Vorgängers, dem gleichnamigen Kleingebiet (ungarisch Tiszavasvári kistérség), hervor. Die restlichen 4 Gemeinden gelangten an den östlichen Nachbarkreis Nyíregyháza. Der Gebietsverlust des Kleingebiets/Kreises betrug hierbei 97,39 Quadratkilometer (20,3 %) bzw. 8.055 Einwohner (22,8 %).

## Gemeindeübersicht
Der Kreis Tiszavasvári hat eine durchschnittliche Gemeindegröße von 4.468 Einwohnern auf einer Fläche von 63,59 Quadratkilometern. Die Bevölkerungsdichte liegt unter dem Komitatswert.

Der Verwaltungssitz befindet sich in der größten Stadt, Tiszavasvári, im Süden des Kreises gelegen.
| Gemeinde           | Status       | Herkunft Kleingebiet | Einwohnerzahl | Einwohnerzahl | Einwohnerzahl | Fläche (km²) | Bevölkerungs- dichte (Ew./km²) |
| Gemeinde           | Status       | Herkunft Kleingebiet | 01.10.2011    | 01.01.2013    | 01.01.2016    | 01.01.2016   | Bevölkerungs- dichte (Ew./km²) |
| ------------------ | ------------ | -------------------- | ------------- | ------------- | ------------- | ------------ | ------------------------------ |
| Szorgalmatos       | Gemeinde     | Tiszavasvári         | 969           | 1.039         | 1.084         | 8,44         | 128,4                          |
| Tiszadada          | Gemeinde     | Tiszavasvári         | 2.272         | 2.317         | 2.218         | 48,75        | 45,5                           |
| Tiszadob           | Großgemeinde | Tiszavasvári         | 2.869         | 2.929         | 2.836         | 82,60        | 34,3                           |
| Tiszaeszlár        | Gemeinde     | Tiszavasvári         | 2.569         | 2.572         | 2.544         | 54,51        | 46,7                           |
| Tiszalök           | Stadt        | Tiszavasvári         | 6.157         | 5.485         | 5.305         | 58,70        | 90,4                           |
| Tiszavasvári       | Stadt        | Tiszavasvári         | 12.848        | 12.964        | 12.818        | 128,53       | 99,7                           |
| Kreis Tiszavasvári |              |                      | 27.684        | 27.306        | 26.805        | 381,53       | 70,3                           |